# MairDumont
Die MairDumont GmbH & Co. KG ist die größte deutsche Reiseverlagsgruppe mit Sitz in Ostfildern bei Stuttgart. Neben Sachbüchern und den Marco Polo Reiseführern gibt sie u. a. die Generalkarte 1:200.000 für Deutschland und seine Nachbarländer heraus.

## Geschichte
Das Unternehmen wurde 1948 in Stuttgart als Kartographisches Institut Kurt Mair gegründet und spezialisierte sich auf Straßenkartografie und kleinmaßstäbige Landkarten. So erschienen 1950 der erste Shell-Atlas sowie die ersten ADAC-Karten. Ab 1952 firmierte das Unternehmen als Mairs Geographischer Verlag Kurt Mair. 1952 wurde der Neubau in der Spittlerstraße in Stuttgart bezogen. 1972 zogen Verlag und Druckerei nach Ostfildern um. 1994 wurde mit dem Bau eines Logistikzentrums in Ulm begonnen, das 1995 in Betrieb ging.
Ende 1998 wurde die im Bereich Stadtpläne führende Falk-Verlagsgruppe übernommen. 2004 unterzeichnete Mairs Geographischer Verlag die Vereinbarung der Übernahme des DuMont Reiseverlages, der seit den 1970er Jahren bedeutendsten Sparte des DuMont Buchverlags, in Köln. Gleichzeitig beteiligte sich das Verlagshaus M. DuMont Schauberg mit 10 % an Mairs Geographischem Verlag. Daher erfolgte zum 1. Januar 2005 dessen Umbenennung in MairDumont. Im Jahr 2007 wurde der geografische Verlag Ravenstein aufgekauft, die drei Standorte geschlossen und alle 150 Mitarbeiter entlassen.
2024 kam jeder zweite in Deutschland verkaufte Reiseführer von dieser Verlagsgruppe.

## Tochterunternehmen

### Verlage bzw. Marken
- abenteuer und reisen (1994 durch Mairs Geographischen Verlag begründet)
- ADAC Kartografie (früher CartoTravel, zuvor Haupka und Ravensteins Geographische Verlagsanstalt; CartoTravel wurde durch MairDumont mit Wirkung zum 1. Juli 2007 vom ADAC-Verlag übernommen, anschließend als Verlag aufgelöst) mit Mair-Kartografie
- ADAC-Verlag (ab 1984 Vertrieb und Auslieferung durch Mairs Geographischen Verlag; Trennung 1999)
- Verlag Karl Baedeker
- Deutscher Wanderverlag (1978 durch Mairs Geographischen Verlag gegründet; seit 2003 in Kompass Karten integriert)
- DuMont Reiseverlag mit Stefan-Loose-Verlag
- Falk-Verlag
- Gesellschaft für Straßenkartographie (1991 zusammen mit dem ADAC-Verlag gegründet; 2003 aufgelöst)
- Hallwag Kümmerly+Frey (Hallwag 2001 zu zwei Dritteln durch Mairs Geographischen Verlag übernommen; Hallwag übernahm 2001 Kümmerly+Frey und firmiert seitdem als Hallwag Kümmerly+Frey; nicht zu verwechseln mit Kober Kümmerly Frey Media)
- HB-Verlag (ab 1995 Vertrieb und Auslieferung durch Mairs Geographischen Verlag; 2000 übernommen; 2009 mit dem DuMont Reiseverlag verschmolzen)
- JRO-Verlag (1992 durch Mairs Geographischen Verlag übernommen)
- Kompass Karten mit Wanderkartenverlag Walter Mayr
- Lonely Planet (deutsche Ausgaben)
- Marco Polo
- RV-Verlag (früher Teil des Bertelsmann-Konzerns, 1998 als Teil der Falk-Verlagsgruppe übernommen; 2007 als Marke aufgelöst)
- StadtINFO-Verlag (im März 2000 von der Bertelsmann AG übernommen, im März 2001 umfirmiert in Mobilitätsverlag)[4]
- Varta-Führer

### Vertriebskooperationen
- Alpenverlag
- Busche Verlagsgesellschaft
- Dorling Kindersley (Reiseführer)
- Gruner + Jahr
- Kunth Verlag
- National Geographic Deutschland (Reiseführer)

### Neue Medien
- Content Labs (2011 durch MairDumont übernommen)[5]
- Escapio (2016 durch MairDumont übernommen)[6]
- Falk Content & Internet Solutions (2009 gegründet)
- hubermedia (50 % Geschäftsanteil 2012 durch MairDumont übernommen)
- Mair Media (übernahm ab 2004 die Vermarktung der Produkte der Verlagsgruppe)
- Marco Polo TV GmbH (2013 gegründet)
- TripsByTips (2015 durch MairDumont übernommen)[7]
- tripwolf.com (2008 von MairDumont und i5invest in Wien gegründet)
- United Navigation (2003 als Falk Marcopolo Interactive aus der Fusion des 2000 gegründeten Falk New Media und Marco Polo New Media entstanden; Umfirmierung zu Falk Navigation 2009; Umfirmierung zu United Navigation 2010, 2013 Verkauf an britischen Investor)

### Druckerei
- Mairs Graphische Betriebe (1951 von Mairs Geographischem Verlag gegründet; zum 1. Juni 2008 durch den schwedischen Elanders-Konzern übernommen)